# Доломити-Беллунези
Национальный парк Доломити-Беллунези (итал. Parco nazionale delle Dolomiti Bellunesi) — национальный парк в Альпах, расположенный на севере Италии в области Венеция.

## История
Парк был создан в 1990 году.

## География
Территория парка находится в Доломитовых Альпах возле городов Беллуно и Фельтре, на расстоянии менее 100 км от Венеции.

## Описание
Парк расположен на высоте от 412 до 2565 м над уровнем моря, поэтому отличается большим разнообразием природных экосистем и ландшафтов.
В парке находятся горные массивы Ветте Фельтрине, Чимонега, Монти-дель-Соле. Наивысшая точка парка — гора Скьяра высотой 2565 м над уровнем моря, вторая по высоте — гора Тальвена (2542 м).
По территории парка протекают горные реки Кордеволе, Мис, Каораме, Ардо, Прампера. До создания парка были построены плотины, в результате чего образовались искусственные озёра: Мис на одноимённой реке и Стуа на реке Каораме.
Национальный парк Доломити-Беллунези входит в список объектов всемирного наследия ЮНЕСКО.

## Флора и фауна
Значительную часть территории парка занимают буковые леса. Из хвойных пород присутствуют ель, пихта, лиственница и сосны (обыкновенная и чёрная). Выше зоны лесов начинаются заросли рододендронов и альпийские луга.
Парк населяют 56 видов млекопитающих, среди которых:
- копытные (серна, европейская косуля, благородный олень, европейский муфлон);
- хищные (волк, барсук, европейский бурый медведь, обыкновенная рысь, лесная куница, горностай, среднеевропейский лесной кот);
- грызуны (обыкновенная белка, альпийский сурок);
- 16 видов летучих мышей.[6]

На территории парка гнездятся 116 видов птиц, среди которых:
- 14 видов дневных хищников (в том числе беркут, ястреб-тетеревятник, обыкновенная пустельга);
- 6 видов ночных хищников (в том числе филин, серая неясыть, мохноногий сыч, воробьиный сыч);
- 5 видов куриных (тетерев-косач, глухарь, рябчик, европейский кеклик, тундряная куропатка);
- оляпка;
- удод;
- коростель;
- стенолаз;
- желна.[7]

В протекающих в парке реках водится обыкновенный подкаменщик и мраморная форель.

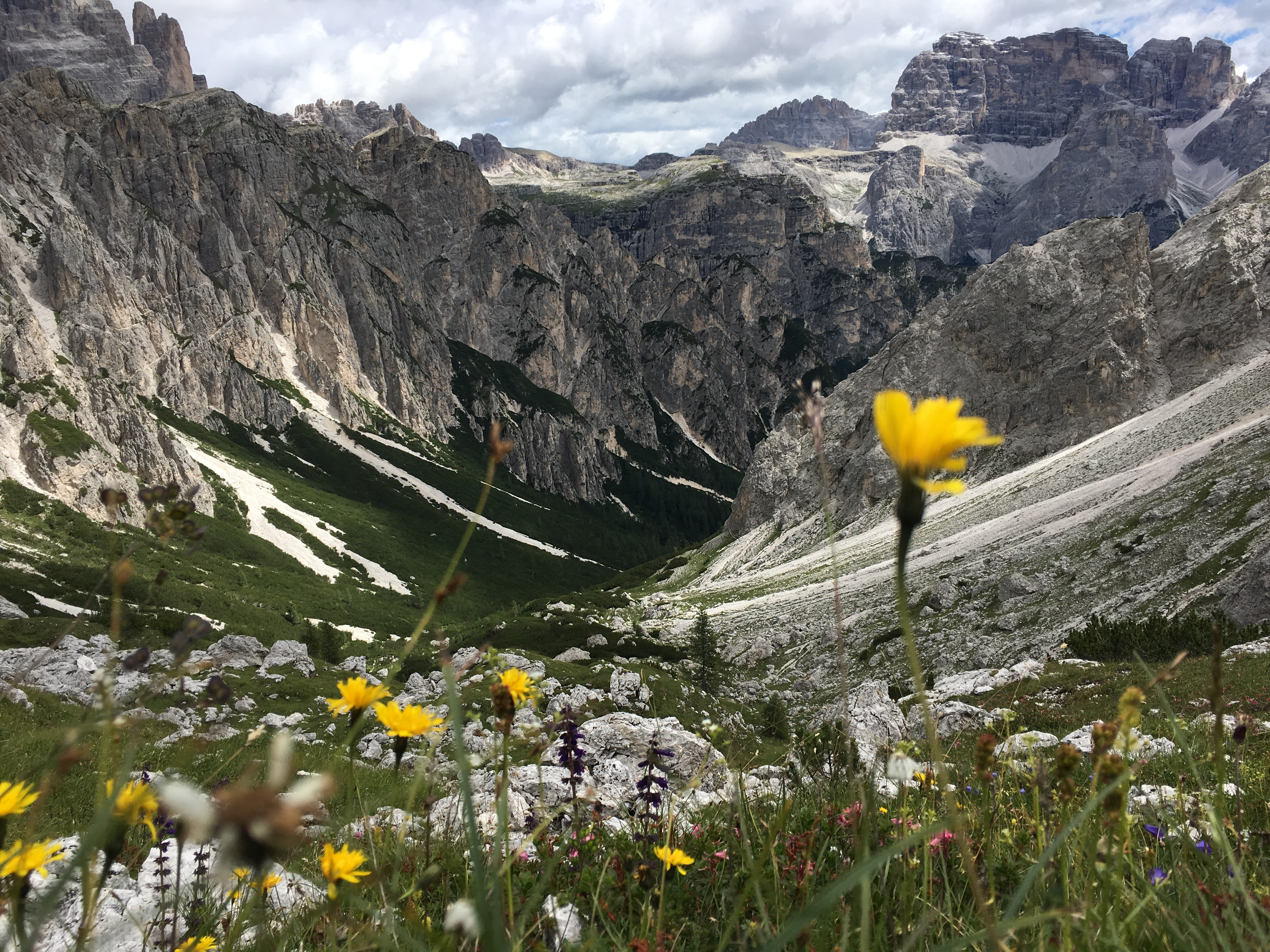
Альпийское высокогорье в парке Доломити-Беллунези
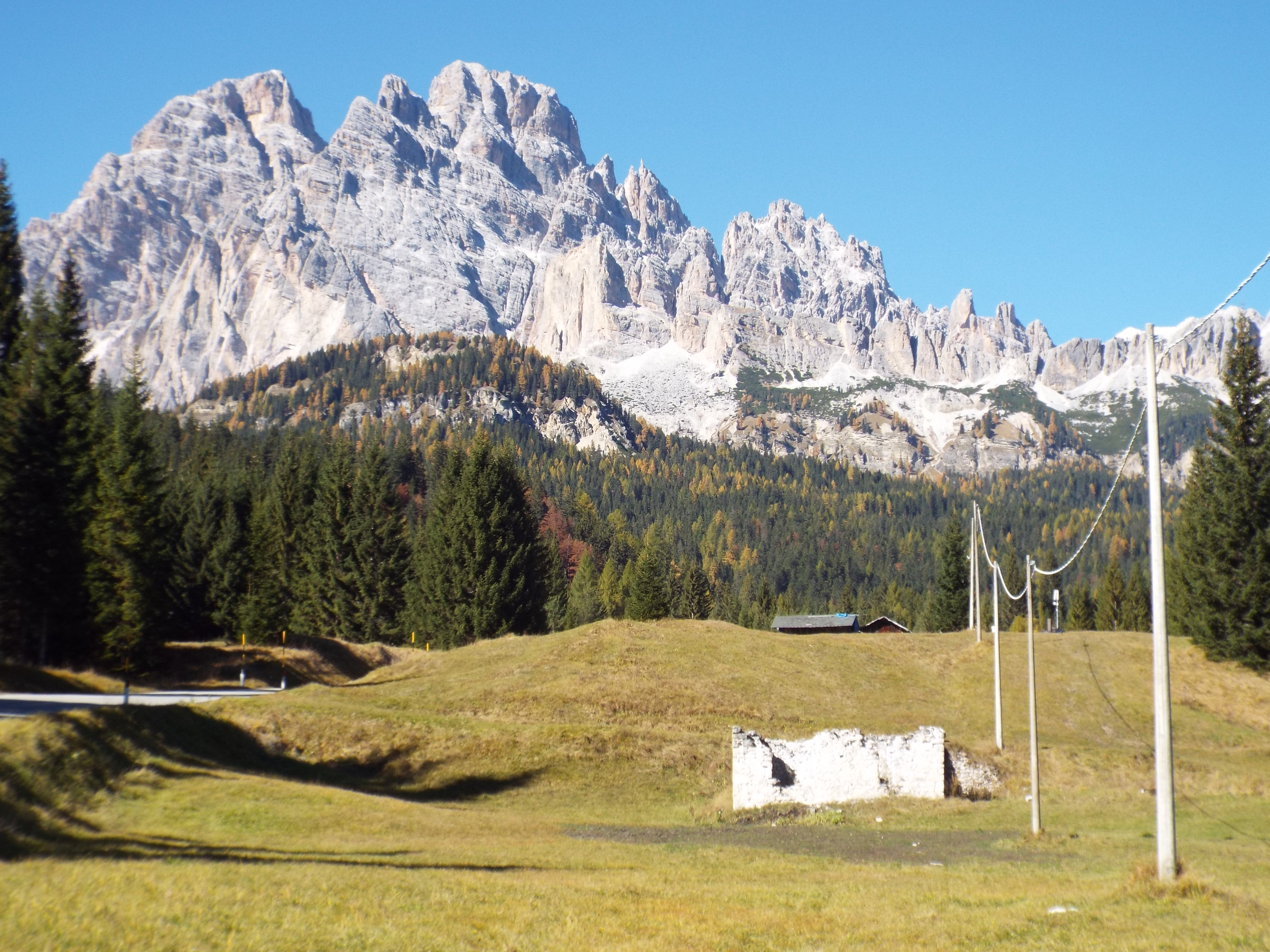
Лес и горы в парке Доломити-Беллунези
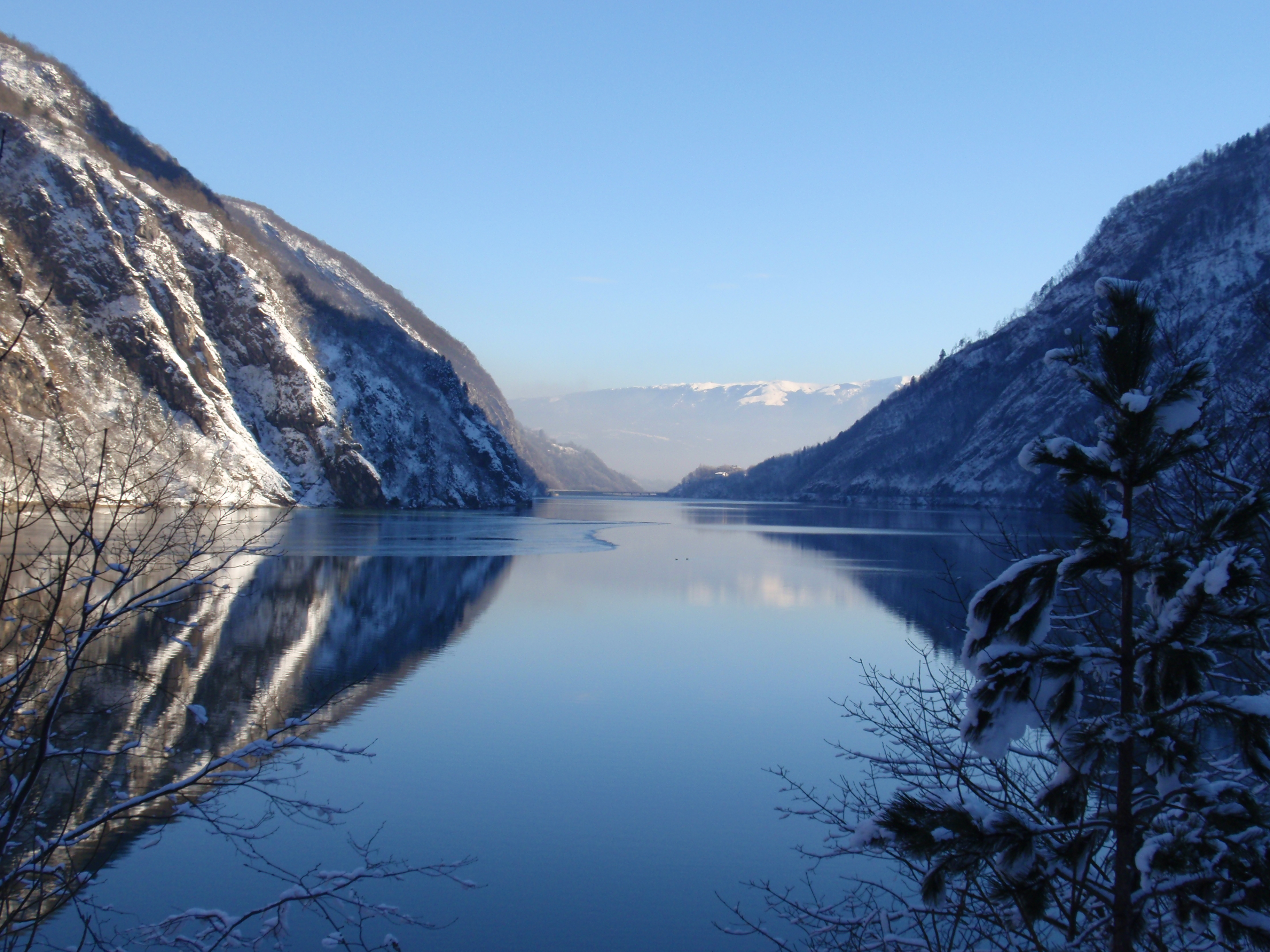
Озеро Мис зимой